# Karel Doorman Fonds

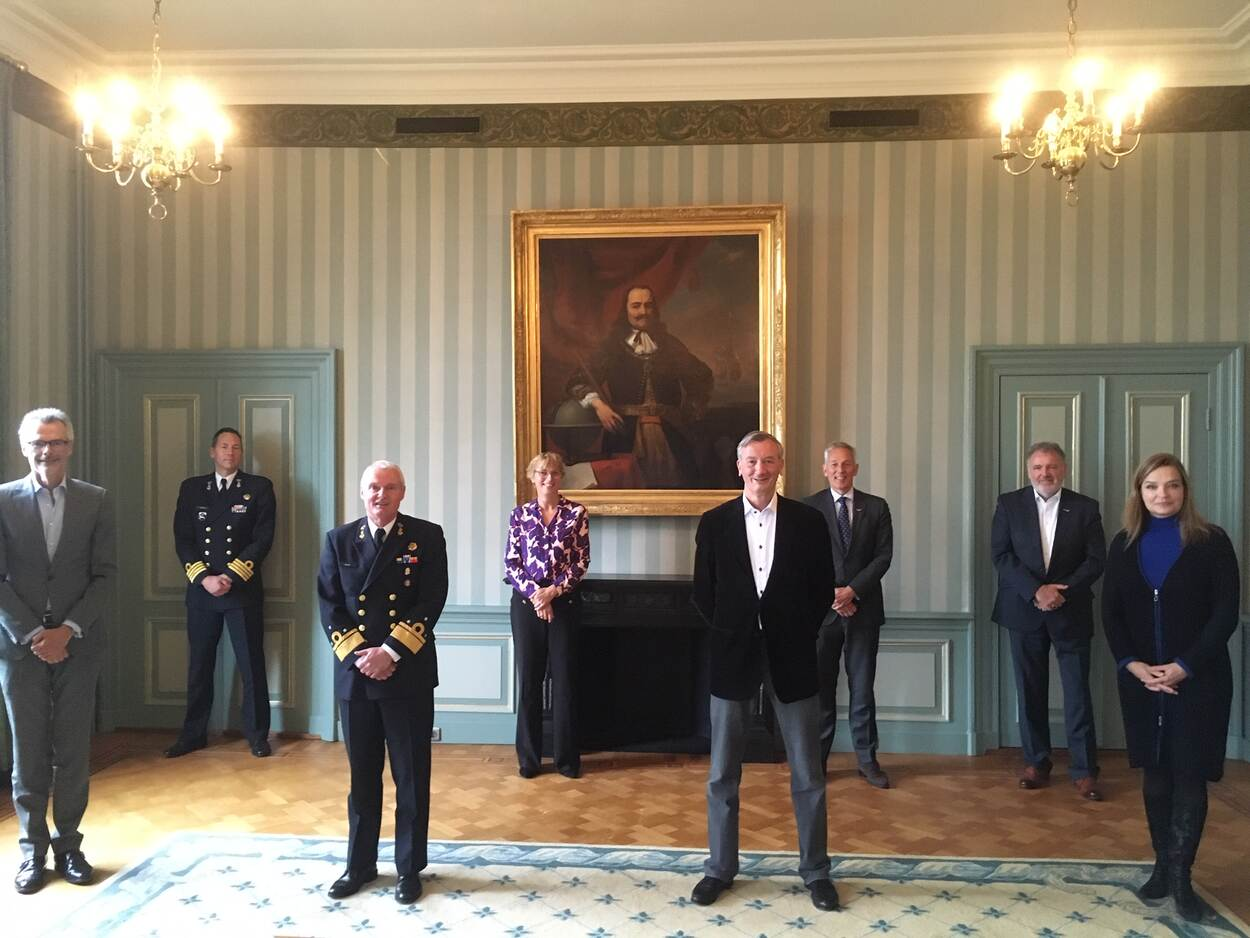
Bestuursleden van het Karel Doorman Fonds (2020)

Het Karel Doorman Fonds is een zelfstandig Nederlands steunfonds gericht op (oud-) militair personeel van de Koninklijke Marine en hun directe relaties.
Het Fonds is aangesloten bij de stichting Gezamenlijke Militaire Fondsen, waarin het samenwerkt met fondsen van andere krijgsmachtdelen. Doel is het coördineren van steunverlening aan behoeftige (oud-)militairen en hun directe relaties en het gezamenlijk optreden bij fondsenwerving.
Het fonds draagt bij aan erkenning voor en herinnering aan de inzet van marinepersoneel. Jaarlijks wordt een herinneringsbijeenkomst georganiseerd voor de slachtoffers van de Slag in de Javazee.
Door de veranderende wereld is ook de inzet van de krijgsmacht anders geworden. Een nieuwe generatie veteranen wordt geconfronteerd met (gevechts)situaties in onbekende culturen, met onzichtbare tegenstanders, en met andere normen en waarden. Militairen raken niet alleen direct gewond bij gevechtscontacten, zij lopen ook psychische schade op die zich pas later uit en waarbij ook financiële problemen kunnen ontstaan. Het fonds steunt ook projecten die zich ten doel stellen psychische schade en maatschappelijk isolement te voorkomen.

## Thema's
Het fonds biedt individuele financiële steun en ondersteunt activiteiten op het gebied van herdenken, zorg en welzijn en wetenschappelijk onderzoek. 

#### Individuele steunverlening
Incidentele steun aan een persoon ten behoeve van schuldsanering, verhuizing, gezinssituatie, vervoer, etc.

#### Herdenken
Activiteiten en objecten die bijdragen aan het herdenken, herinneren of erkennen van gevallenen van maritieme operaties.

#### Zorg
Preventie van zorgbehoevende situaties bij (oud-) marinepersoneel waarbij financiële steun nodig is.

#### Welzijn
Activiteiten ter bevordering van het lichamelijk en geestelijk welzijn van (oud-) marinepersoneel en gezinsleden.

#### Onderzoek
Het financieren van wetenschappelijk onderzoek waarvan de resultaten ten goede komen aan marinepersoneel.

## Geschiedenis
Het fonds, vernoemd naar schout-bij-nacht Karel Doorman, werd opgericht op 12 oktober 1944. Nabestaanden en familieleden van marinepersoneel hadden het in de Tweede Wereldoorlog extra zwaar. Vaak onbekend met het lot van hun dierbaren, waren zij in Nederlands-Indië gevangengezet in Japanse kampen. In Nederland werden zij geconfronteerd met represailles door de Duitse bezetter. Betrokken met hun lot nam in oktober 1944 een aantal in Londen verblijvende landgenoten het initiatief een fonds op te richten om de oorlogsslachtoffers financieel bij te staan. Het oprichtingsbestuur bestond uit de leden J.B.A. Kessler (voorzitter), W. van de Stadt jr. (penningmeester), W.J. Kruys (secretaris), G.W. Stoeve en H.P. Verschuur.
Koningin Wilhelmina steunde het initiatief met een persoonlijke bijdrage en het aanvaarden van de functie van beschermvrouw. Na de capitulatie van Japan en de terugkeer van de gezinnen uit Nederlands-Indië nam het aantal steunaanvragen snel toe. Het verstrekken van directe periodieke en incidentele steun was een prioriteit waarbij het fonds nauw samenwerkte met de afdeling sociale zaken van het ministerie van Marine.